# 飯塚恆雄
 飯塚 恆雄（恒雄、いいづか つねお、1937年 - ）は日本の音楽プロデューサー、音楽評論家、作家、随筆家。日本エッセイスト・クラブ会員。ピースフラッグ代表取締役。

## 来歴
1937年、茨城県結城郡（現常総市）生まれ。
1960年、日本大学芸術学部卒業後、日本コロムビアに入社。音楽ディレクター、音楽プロデューサーとして数々の楽曲・アルバムを制作。
日本コロムビア在籍時、「白い色は恋人の色」「フランシーヌの場合」「白い蝶のサンバ」（デノンレーベル）、角川映画「野性の証明」「復活の日」「戦国自衛隊」主題歌などの楽曲プロデュースを担当した。
ディレクター・プロデューサーとして担当した歌手は伊東ゆかり、財津和夫、町田義人、ピチカート・ファイヴ、LOUDNESS、THE YELLOW MONKEYなど。
演歌歌手の所属が多い日本コロムビアでデノン、トライアドなど、ニューミュージック系・ロック系のレーベルに携わったプロデューサーである。
日本国外では1990年、ロサンゼルスで黒人コーラス・グループA.S.A.Pを結成して『GRADUATION』『BOY FRIENDS GIRL FRIENDS』など荒井由実・松任谷由実のカバー・アルバムシリーズ全10作を制作。通算約100万枚の売上となり（1990・1991年度の日本コロムビアのゴールド・デイスク賞を受賞）。
日本コロムビア退社後は執筆活動に入り、音楽評論家として『月刊プレイボーイ』ジャズ最強読本（№389／2007.6月号）『団塊パンチ』（Vol.3/2006.11.5発行）、『音楽現代』8月号（平成21年8.1発行)などの雑誌に寄稿。

## 著書
- 『カナリア戦史 〈日本のポップス100年の戦い〉』愛育社　1998
- 『ぽぴゅらりてぃーのレッスン／村上春樹長編小説音楽ガイド』シンコーミュージック 2000（2002年、韓国・文学思想社がキム・ジンウク訳で出版）
- 『みんなみんなやさしかったよ／太宰治と歩く「津軽」の旅』愛育社　2001
- 『村上春樹の聴き方』角川文庫　2002
- 『ニッポンのうた漂流記〈ロカビリーから美空ひばりまで〉』河出書房新社 2004
- 『ぼくは「村上春樹」と旅をした』愛育社　2008
- 『レコード・マンの世紀 〈黒船来航から、ひばり絶唱まで･･･〉』愛育社 2012
- 長編小説『ジョバンニの切符をさがして』愛育出版　2018
- 『ニッポンのうたの夢織人たち』愛育出版　2020